# Otávio Kelly
Octávio Kelly (Niterói, 20 de abril de 1878 — Niterói, 31 de dezembro de 1948) foi um magistrado e escritor brasileiro, ministro do Supremo Tribunal Federal de 1934 a 1942. É filho de D. Ernestina Fonseca da Silva Kelly e de Eduardo da Silva Kelly.

## Infância e estudos
Iniciou os estudos primários na vila de Porto das Caixas, situada na Baixada Fluminense, transferindo-se para Niterói, onde foi matriculado no Liceu Popular e, depois, no Externato Aquino, completando a instrução secundária. Formou-se em Direito pela Faculdade Livre de Ciências Jurídicas e Sociais, recebendo o grau de Bacharel, em 20 de janeiro de 1899.

## Matrimônio
Foi casado com D. Angelina do Prado Kelly, havendo do enlace dois filhos: o Dr. José Eduardo do Prado Kelly, que se destacou como advogado, político e jurista, ascendendo, também, ao cargo de Ministro do Supremo Tribunal Federal, e o Dr. Celso Kelly, que se dedicou ao magistério, jornalismo e literatura.

## Carreira profissional e política
Militou no jornalismo, fundando os jornais O Diário e A Capital, que pugnavam para que a capital do Estado, transferida para Petrópolis, retornasse a Niterói. Foi eleito Vereador da Câmara Municipal de Niterói e, depois, Deputado pela Assembléia Legislativa do Estado do Rio de Janeiro, no triênio 1907-1909, liderou a bancada majoritária do partido de Nilo Peçanha, sucedendo a Raul Fernandes, que fora para a Câmara Federal.
Desligando-se da política, iniciou a carreira na Magistratura, sendo nomeado Juiz Federal, na Seção do Estado do Rio de Janeiro, por decreto de 11 de novembro de 1909. Nesse cargo, serviu durante oito anos, até ser removido para o de Juiz Federal da 2ª Vara da Seção do Distrito Federal, em decreto de 25 de maio de 1917. Em 1932, seus serviços foram aproveitados no lugar de membro do Tribunal Regional Eleitoral, do mesmo Distrito Federal.
Em decreto de 7 de fevereiro de 1934, foi nomeado Ministro do Supremo Tribunal Federal, preenchendo a vaga ocorrida com a aposentadoria concedida a Rodrigo Otávio Langgaard de Menezes, tomou posse do cargo em 14 de fevereiro de 1934. Fez parte das Comissões de organização da Justiça Nacional e do Código Eleitoral e foi Professor Honorário da Faculdade de Direito da Universidade do Rio de Janeiro.
Aposentou em 31 de julho de 1942 e retornou ao exercício das atividades advocatícias após o decurso de um biênio da sua inativação.
Faleceu em 31 de dezembro de 1948, na cidade do Rio de Janeiro, sendo sepultado no Cemitério de S. João Batista.

## Carreira Maçônica
Iniciado em 1898, na Loja "UNIÃO, PÁTRIA E CARIDADE", do Rio de Janeiro. Presidiu o Tribunal de Justiça Maçônica do Grande Oriente do Brasil, foi Grão-Mestre Adjunto, Grão-Mestre em exercício e Grão-Mestre eleito do Grande Oriente do Brasil entre 26 de junho de 1928 e 11 de janeiro de 1933.

## Homenagem
Em 1978, foi homenageado pela prefeitura de Niterói recebendo, além do certificado de Cidadão Ilustre (recebido pela Família, nomeou uma rua de suma importância no bairro Jardim Icaraí. A Rua Ministro Octávio Kelly representa a força imobliária e estrutural da ascensão do bairro. Seu início se dá na Rua Lopes Trovão e o término na rua Comandante Miguelote Viana, passando por vias de suma importância para o sistema viário, como av. Almirante Ary Parreiras e as as Ruas Cinco de Julho e Herotides de Oliveira.